# Jean Henri Boecler
Johann Heinrich Boecler, francisé en Jean Henri Boecler et latinisé en Bocclerus, né à Cronheim en principauté d'Ansbach le 13 février 1611, et mort à Strasbourg en septembre 1692, est un historien allemand.

## Biographie
Il reçoit de la reine Christine une chaire à l'université d'Uppsala et elle se l'attache comme historiographe. Il finit sa vie à Strasbourg où il enseigne l'histoire.

## Œuvres
- De jure Gallioe in Lotharingiam (1663)
- De scriptorious groecis et latinis (1674)
- Historia universalis ab orbe condito ad J-C nativitatem (1680)
- Notitia sacri imperii Romani (1681)
- Historia universalis IV soeculorum post Christum (1699)
- Hérodien (1644)
- Suétone (1647)
- Manilius (1655)
- Térence (1657)
- Cornelius Nepos (1665)
- Polybe (1666)